# Henry Adams
Henry Adams, född 16 februari 1838 i Boston, död 27 mars 1918 i Washington, D.C., var en amerikansk författare.
Under sin levnad var Henry Adams främst känd som historiker och som medlem i den mäktiga familjen Adams. Efter hans död blev han erkänd som en huvudfigur i amerikansk litteratur. Hans ryktbarhet vilar huvudsakligen på två självbiografiska böcker.
Under barndomen kände han sig mest hemma i Quincy i Massachusetts. Hans farfar och farfars far var USA:s presidenter. Hans far var Charles Francis Adams, en känd statsman.
Efter examen vid universitetet i Harvard 1858 studerade han i Tyskland och gjorde en rundresa i Europa. 1861-1868 var han privatsekreterare i London för fadern som var minister i Storbritannien. 1870-1877 undervisade han i medeltidshistoria vid Harvard University och var redaktör för North American Review. Han gifte sig till Marian Hooper 1872 och de flyttade till Washington 1877. År 1891 färdigställde han verket United States During the Administrations of Thomas Jefferson and James Madison, som omfattar nio volymer.
Djupt bedrövad över sin hustrus död 1885 reste han runt hela världen. Katedralerna i Frankrike hans väckte hans intresse för det religiösa livet av tolfte seklet. 1904 trycke han på enskilt initiativ en förkortad version av Mont-Saint-Michel för att ge till vänner och bekanta och 1907 tryckte han även det sista The Education of Henry Adams. Dessa utgavs till allmänheten först efter hans död.